# James Beckford
James Beckford (Jamaica, 9 de junio de 1975) es un atleta jamaicano, especialista en la prueba de salto de longitud, en la que ha logrado ser subcampeón mundial en 2003.

## Carrera deportiva
En el Mundial de París 2003 ganó la medalla de plata en salto de longitud, con un salto de 8.28 metros, quedando tras estadounidense Dwight Phillips (oro con un salto de 8.32 metros) y por delante del español Yago Lamela (bronce con un salto de 8.22 m).
Además ha conseguido otras dos medallas de plata en la misma prueba, en las Olimpiadas de Atlanta 1996 y en el mundial de Gotemburgo 1995.